# Narodnooslobodilački rat
Prema Hrvatskoj enciklopediji, sv. 7 (2005.), Narodnooslobodilački rat treba razlikovati od pojma pokret otpora (engleski: movement of resistance, francuski: mouvement de résistance, njemački: Widerstand). Za razliku od običnog pokreta otpora, koji želi povratak na prethodno stanje, snage koje vode narodnooslobodilački rat usporedo s otporom okupatoru, kolonijalnoj vlasti ili tiraniji, organiziraju i razvijaju svoju vlast i stvaraju novi društveni sustav. 
Za vrijeme Drugog svjetskog rata NOR se razvio u Jugoslaviji (vidi članak Drugi svjetski rat u Jugoslaviji), Albaniji i Grčkoj, a u Poljskoj su postojali njegovi elementi (u djelovanju tzv. Narodne armije pod kontrolom komunista, za razliku od Domovinske armije koju su kontrolirale građanske stranke). U drugim okupiranim zemaljama i na okupiranim područjima SSSR-a, te Sjeverne Italije (nakon što je, poslije talijanske okupacije, bila okupirana od Njemačke) postojao je pokret otpora.
Pojam "narodnooslobodilački rat" može se u istom smislu primijeniti na borbe porobljenih naroda protiv kolonijalnih sila. Za vrijeme Drugog svjetskog rata u Kini, Francuskoj Indokini, Burmi, na Filipinima i drugdje u Aziji pojavljuje se narodnooslobodilački rat paralelno s običnim pokretom otpora. Nakon drugog svjetskog rata narodnooslobodilački ratovi vode se u kolonijama europskih sila u Aziji i Africi; najizrazitiji slučajevi su Vijetnam i Alžir.
Pojam se može primijeniti i na borbu Albanaca na Kosovu protiv srpskog autokratskog režima 1997.–1999. (pojava Oslobodilačke vojske Kosova). Tomu je prethodilo deset godina izvanrednog nenasilnog otpora pod vodstvom Ibrahima Rugove, u kojem je stvarana paralelna struktura vlasti.